# Grisjakten (film)
Grisjakten är en svensk långfilm från 1970, regisserad av Jonas Cornell och med en för ovanlighetens skull mustaschlös Hans Alfredson i huvudrollen. Filmen bygger på P.C. Jersilds roman Grisjakten från 1968.

## Rollista
| Hans Alfredson        | – Lennart Siljeberg                |
| Ann-Marie Gyllenspetz | – Margareta                        |
| Keve Hjelm            | – Sivert Gård                      |
| Ingvar Kjellson       | – kapten Rosén                     |
| Tord Peterson         | – John Blenheim-Ahlskog, veterinär |
| Margit Carlqvist      | – Maud                             |
| Folke Walder          | – fadern                           |
| Dan Sjögren           | – ingenjör Kling                   |
| Bertil Anderberg      | – direktör                         |
| Åke Lindström         | – fanjunkare Heller                |
| Börje Mellvig         | – doktor Smoltze                   |
| Carl Billquist        | – företagsrepresentanten           |